# 出逢い・めぐり逢い
『出逢い・めぐり逢い』（であい・めぐりあい）は、1983年1月20日から同年7月28日までTBS系列局で放送されていたテレビドラマである。テレパックとTBSの共同製作。全27話。放送時間は毎週木曜 20:00 - 20:54 （日本標準時）。

## 概要
1981年放送の同じTBSのテレビドラマ『出逢い』の姉妹編。三姉妹役の池内淳子、小川知子、中田喜子と母役の乙羽信子の他、結城美栄子、杉田かおるらが役柄そのままで続投（但し小川知子は役名が変更）、岡本信人、新克利、佐良直美、角野卓造、大坂志郎らも役を変えて引き続き出演した。
舞台の中心は東京・浅草にある美容室「章美容室」。こことその周りでの日常生活や人々の出会いを通し、そこに起こる負債問題、扶養問題、遺産相続、不動産トラブルなどの諸問題とその解決方法をどうするか、身近な法律を中に織り込み、照らし合わせながらドラマを進行していった。そのため、本作では独自に顧問弁護士を起用した。
本作を最後に、石井ふく子はこの枠のプロデューサーを離れた。

## あらすじ
章の元に利也と由紀という二人の子供が杉浦有介に連れられて来た。杉浦が話すには、二人は章の亡き父・道之助が生前に愛人との間にもうけた子であるという。利也は認知されてはいるが由紀は手続きの遅れから認知がまだという状態であるものの、杉浦は「章には扶養の義務があるから引き取って欲しい」と章に告げる。二人の妹の摂子と勇子は関係ないという態度をとり、母の長子は夫の浮気を知って激怒する。しかしそんな声を抑えて章は二人を引き取り、物語が始まっていく。

## 出演
- 一色章：池内淳子
- 一色摂子：小川知子
- 一色勇子：中田喜子
- 久礼佐智子：結城美栄子
- 井口寛子：杉田かおる
- 古川太平：岡本信人
- 木元浩司：船越英一郎
- 小笠原茂子：三崎千恵子
- 松原志郎：新克利 （「味楽来」経営者）
- 松原英：佐良直美 （志郎の妻）
- 矢沢利也：六浦誠
- 矢沢由紀：飯塚雅弓
- 柳井誠：今井信
- 近藤虎之助：木村弘
- 門田保：光石研
- 和泉守：別府康男
- 速水真：永谷晃
- 竹中勇：アパッチけん
- 八木元：本間伸欣
- 木山マリコ：古川ゆみ子
- 村上修二：国広富之
- 幸夫：山本學 （章の元夫 第11話より出演）
- 直子：城山美佳子 （章が離婚で手放した娘 第11話より出演）
- 中西：角野卓造 （利也の担任の先生）
- 新田：井川比佐志 （引っ越して来た章美容室の隣人 第16話より出演）
- 久礼伸夫：湯沢紀保 （佐智子の異母弟）
- 佐智子の父：浜田寅彦
- 三郎：磯部勉 （寛子の幼馴染み）
- 田島恒夫：永井秀和 （勇子の見合い相手）
- 川口英介：荻島真一 （第4話出演）
- 亮：川﨑麻世 （第10話出演）
- ルミ：高見知佳 （第10話出演）
- 井上多恵子：大森暁美 （第12話出演）
- 百合子：仁和令子 （伸夫の結婚相手）
- 百合子の母：斎藤美和
- 根岸嘉子：二木てるみ （摂子の親友 第19話出演）
- 根岸：倉石功 （嘉子の夫 第19話出演）
- 玲子：茅島成美 （利也と由紀の伯母 第25話出演）
- 修一：三上真一郎 （玲子の夫 第25話出演）
- ロバート・ケイン：フィリップ宮田 （振付師 第27話出演）
- 竹中栄蔵：大坂志郎 （勇の父）
- 長部洋三：山村聡 （章の亡き父・道之助の友人）
- 長部敬三：誠直也 （洋三の息子 第23話で勇子と結婚）
- 杉浦有介：本田博太郎
- 中原朋：水谷良重
- 一色長子：乙羽信子

## スタッフ
- プロデューサー：石井ふく子
- 作：服部佳、稲葉明子、清水曙美
- 演出：川俣公明、矢口久雄
- 製作：テレパック、TBS

## サブタイトル
| 話数 | 放送日        | サブタイトル       | 脚本     | 演出     |
| ---- | ------------- | ------------------ | -------- | -------- |
| 1    | 1983年1月20日 | 突然の訪問者       | 服部佳   | 川俣公明 |
| 2    | 1983年1月27日 | 恋の110番          | 服部佳   | 川俣公明 |
| 3    | 1983年2月3日  | 幸せは歩いて来ない | 稲葉明子 | 川俣公明 |
| 4    | 1983年2月10日 | あしたのステップ   | 服部佳   | 川俣公明 |
| 5    | 1983年2月17日 | ともだち           | 稲葉明子 | 川俣公明 |
| 6    | 1983年2月24日 | 春の約束           | 服部佳   | 川俣公明 |
| 7    | 1983年3月3日  | 結婚適齢期         | 稲葉明子 | 川俣公明 |
| 8    | 1983年3月10日 | 嘘の真実           | 服部佳   | 川俣公明 |
| 9    | 1983年3月17日 | 振り向かないで     | 稲葉明子 | 川俣公明 |
| 10   | 1983年3月24日 | カップルにご用心   | 清水曙美 | 川俣公明 |
| 11   | 1983年3月31日 | 空白の8年          | 稲葉明子 | 川俣公明 |
| 12   | 1983年4月14日 | 母親失格           | 稲葉明子 | 川俣公明 |
| 13   | 1983年4月21日 | 父母は他人         | 稲葉明子 | 川俣公明 |
| 14   | 1983年4月28日 | 子離れ             | 稲葉明子 | 川俣公明 |
| 15   | 1983年5月5日  | 五月の青春         | 服部佳   | 矢口久雄 |
| 16   | 1983年5月12日 | 風変わりな隣人     | 清水曙美 | 川俣公明 |
| 17   | 1983年5月19日 | 家庭訪問           | 稲葉明子 | 川俣公明 |
| 18   | 1983年5月26日 | 結婚式             | 稲葉明子 | 川俣公明 |
| 19   | 1983年6月2日  | 秘密               | 稲葉明子 | 川俣公明 |
| 20   | 1983年6月9日  | 一枚のチラシ広告   | 清水曙美 | 川俣公明 |
| 21   | 1983年6月16日 | 雨の日曜日         | 稲葉明子 | 川俣公明 |
| 22   | 1983年6月23日 | 姉妹               | 稲葉明子 | 川俣公明 |
| 23   | 1983年6月30日 | 晴れの日           | 稲葉明子 | 川俣公明 |
| 24   | 1983年7月7日  | 七月の友情         | 服部佳   | 矢口久雄 |
| 25   | 1983年7月14日 | 愛の涙             | 服部佳   | 川俣公明 |
| 26   | 1983年7月21日 | 結婚しなさい       | 服部佳   | 川俣公明 |
| 27   | 1983年7月28日 | 別れのない出逢い   | 服部佳   | 川俣公明 |